# Herklotsichthys collettei
Herklotsichthys collettei is een straalvinnige vissensoort uit de familie van haringen (Clupeidae). De wetenschappelijke naam van de soort is voor het eerst geldig gepubliceerd in 1987 door Wongratana.